# برو14 2017–18
برو14 2017–18 هو الموسم 17 من  بطولة اتحاد الرغبي. أقيم خلال الفترة 1 سبتمبر 2017 وحتى 26 مايو 2018، وكان عدد الأندية المشاركة فيه  14، وفاز فيه لينستر رغبي.